# Josep Palomero
 (octobre 2016).
Josep Palomero i Almela (Borriana, 21 mars 1953) est un linguiste et écrivain valencien, vice-président de l'Académie valencienne de la langue[Quand ?] (AVL). 

## Biographie
Il est licencié en philologie hispanique à l'Université Autonome de Barcelone (1976) et docteur pour l'Université Jacques-Ier de Castellón (2016) avec une thèse titrée “Estudi biogràfic i literari d’Artur Perucho Badia. Comunicació i societat en la primera meitat del segle xx” (Étude biographique et littéraire d'Artur Perucho Badía. Communication et société dans la première moitié du XXe siècle). Il a été professeur d'enseignement secondaire dans les matières de Langue et Littérature espagnoles (1977-1985) et de Langue et Littérature valenciennes (1985-2013).
Palomero a combiné le travail de professeur d'enseignement secondaire, sa carrière politique, quelques postes pendant quelque temps dans le Department d'Éducation de la Généralité valencienne avec ses tâches littéraires, presque toujours en catalan. Il a aussi reçu beaucoup de prix littéraires. Les suivantes peuvent être soulignés: Prix Jordi de Sant Jordi de poésie de la Ciutat de València (1980), prix Eduard Escalante de théâtre (2001), Prix Tirant lo Blanc de narrative juvénile (1982), prix des Critiques des Écrivains Valenciens (1994), prix Ciutat d'Alzira de Roman (1996).
Il est auteur d'une cinquantaine d'ouvrages pédagogiques ou littéraires,.
Il devient membre de l'AVL sur proposition du PSPV-PSOE, de l'Association d'Écrivains en Langue Catalane, de l'Association Internationale de Langue et Littérature Catalanes, du PEN Club et de la Société Générale d'Auteurs et d'Éditeurs de l'Espagne.

## Œuvres

### Éducation

#### Enseignement
- Guia didàctica d’Ausiàs March i els altres poetes musicats per Raimon (1985). (ca)
- D’Eduard Escalante a Rodolf Sirera. Perspectiva del teatre valencià modern (1995). (ca)
- Bengales en la fosca. Antologia de la poesia valenciana del segle xx (1997). (ca)
- Accent greu, Llibre de llengua de nivell superior (2000). (ca)

#### Littérature pour des jeunes et des enfants
- El pardalet sabut i el rei descregut (1982). (ca)
- La font d’en Galceran (1989). (ca)
- Vuit contes i mig (1993). (ca)
- La torre de la bruixa (2005). (ca)

### Recherche

#### Critique littéraire
- Jaume Bru i Vidal i Home endins (1999). (ca)
- Algunes observacions sobre les paraules de Raimon (2009). (ca)
- L’aigua en les cançons de Raimon (2012). (ca)
- Memòria de l’exposició Vicent Andrés Estellés, cronista de records i d’esperances (2013). (ca)
- La producció literària en valencià de Lluís Guarner (2014). (ca)
- Les lletres de les cançons de Raimon (2015). (ca)

#### Sur Borriana
- L'etimologia del nom Borriana (1976). (ca)
- Toponímia urbana de Borriana (1980). (ca)
- Pell de taronja, mig segle [1890-1940] d'arquitectura a Borriana (1986). (ca)
- Antroponímia popular de Borriana: els malnoms (1987). (ca)
- La literatura popular a Borriana (1990). (ca)
- Els jocs de carrer dels xiquets i xiquetes de Borriana (1995). (ca)
- Cançons populars de Borriana (1998). (ca)
- Borriana gràfica segle XX (1999). (ca)
- Rafel Martí de Viciana, de Joan Rodríguez Condesa (2003). (ca)
- Cítric desig (2003). (ca)
- Toponímia costera i lèxic mariner de Borriana (2011). (ca)

#### Divulgation
- Columbretes, de Ludwig Salvator (1990). (ca)
- Del barco de vapor al ferrocarril dans Viajeros franceses por la Valencia del siglo XIX (1994). (es)

### Poésie
- Una untada de mostaza (1972). (es)
- Innocents de pagana decadència (1978). (ca)
- Crònica carnal (1980). (ca)
- Quaderns de bitàcola (1986). (ca)
- La rosa dels vents (1997). (ca)

### Roman
- El col·leccionista de botons (1979). (ca)
- El pianista de jazz (1983). (ca)
- Ball de màscares (1992). (ca)
- Els secrets de Meissen (1994) (traduit à l'espagnol et adapté comme minisérie pour la Télévision espagnole par Roberto Bodegas[2] sous le titre El secreto de la porcelana). (ca)
- El tatuatge dels apàtrides (1997). (ca)
- El secreto de la porcelana (1999). (es)

### Théâtre
- Zona de lliure trànsit (2001, avec Vicente Muñoz Puelles). (ca)

### Autres activités littéraires

#### Adaptations littéraires
- Tirant lo Blanc, de Joanot Martorell (2005). (ca)
- Regiment de la cosa pública, de Francesc Eiximenis (2009). (ca)
- Les aventures de Tirant lo Blanch (2013). (ca)

#### Traductions au catalan
- Caçadors de tigres (1998, Tigre ehizan, d'Aingeru Epaltza).
- El tigre de Tasmània (1999) et El lleopard de les neus (2001), de Vicente Muñoz Puelles.

#### Scénarios pour des séries de television
- Antoni Josep Cavanilles (1994). (ca)
- El Marquès del Campo (1994). (es)